# Asahifuji Seiya
Asahifuji Seiya (旭富士 正也, né Seiya Suginomori (杉野森 正也) le 6 juillet 1960) est un ancien rikishi professionnel venant d'Aomori. Il fait ses débuts sur le dohyo en 1981 et devient le 63e yokozuna en 1990. Durant sa carrière, il gagne 4 tournois et finit 9 fois deuxième. Il prend sa retraite de lutteur en 1992 et devient l'entraineur en chef de l'écurie Isegahama. Harumafugi et Terunofuji, tous deux yokozuna, sortent notamment de son écurie.

## Jeunesse
Il est né dans le village de pêcheurs de Kizukuri dans le district de Nishitsugaru. Son père, qui travaillait comme électricien, est un passionné de sumo amateur et est vice-président de la Fédération préfectorale de sumo. Il est déterminé à voir son fils faire carrière dans le sumo et construit un dohyō dans le jardin pour qu'il puisse s'entraîner. Le talent d'Asahifuji pour le sumo se révèle pendant sa scolarité, terminant troisième dans une compétition nationale, et remportant plus tard le tournoi des nouveaux étudiants du Japon occidental alors qu'il étudie à l'université de Kinki. Cependant, fatigué de cet entraînement sans fin, il abandonne le sumo pendant un certain temps et préfère passer son temps à la pêche. Finalement, une connaissance de son père le présente à Ōshima- oyakata, l'ancien ōzeki Asahikuni, qui avait récemment ouvert sa propre heya (écurie de lutteurs).

## Début de carrière dans le sumo
Asahifuji fait ses débuts professionnels en janvier 1981. Il a alors déjà 20 ans, considérablement plus âgé que la plupart des nouvelles recrues qui ont généralement 15 ou 16 ans à cette époque. Cependant, grâce à son expérience de sumo amateur, il gravit les échelons très rapidement et remporte des tournois dans les divisions jonokuchi, sandanme et makushita avec des scores parfaits. Il atteint la deuxième plus haute division jūryō après seulement huit tournois, un record qu'il a gardé jusqu'en 2008. Il est ensuite promu dans la division supérieure makuuchi en mars 1983. Il remporte son premier prix spécial pour son esprit de combativité lors du tournoi de novembre 1984, où il termine deuxième. Il atteint le rang sekiwake pour la première fois en janvier 1986. Après des entraînements réguliers à l'écurie Takasago avec Asashio qu'il connait depuis ses années universitaires, il commence à développer une technique plus complète. Ainsi après trois tournois dépassant les 10 victoires, il est promu ozeki en septembre 1987.

## Ōzeki
En janvier 1988, Asahifuji remporte son premier tournoi de première division, qui est également le premier pour le groupe d' écuries Tatsunami-Isegahama depuis près de vingt ans. En 1989, il remporte 40 combats sur 45 possibles lors des trois premiers championnats de l'année et est très proche d'être promu au rang de yokozuna, mais il est battu par le yokozuna Hokutoumi lors de match de départage en janvier et mai 1989. Son bilan de 13-2 en mai est sa cinquième deuxième place consécutive mais il n'arrive toujours pas à remporter de nouveau un tournoi, l'empêchant de prétendre au rang de yokozuna pour le moment.
Au tournoi de juillet 1989, Asahifuji réalise un tournoi médiocre avec un score de 8-7, une première depuis presque 2 ans. Ce résultat entame une période de creux pour le rikishi, dû à un problème de pancréas qu'il traine depuis 1984. Il reste toutefois toujours kachi-koshi, le permettant de rester ōzeki. A partir du milieu de l'année suivante, sa santé s'améliore et à l'aube de ses 30 ans il remporte consécutivement le tournoi de mai et juillet 1990,lui assurant de devenir yokozuna à partir du tournoi suivant. Il bat notamment le yokozuna Chiyonofuji en clôture du tournoi de juillet. Ce n'est que la 5ème fois qu'il arrive à le battre en 28 rencontres.

## Yokozuna
Asahifuji commence sa carrière de yokozuna au tournoi de septembre 1990 avec 12 victoires consécutives, mais il perd contre Kirishima le 13e jour et a été battu par Hokutoumi le dernier jour lors du combat décisif pour le titre. En novembre, il termine à nouveau deuxième, derrière Chiyonofuji cette fois-ci. En janvier et mars 1991, il affiche des scores raisonnables de 11-4, mais n'est jamais vraiment prétendant au titre dans les deux tournois, bien qu'il remporte une victoire mémorable sur la jeune étoile montante Takahanada en mars. Il doit attendre mai 1991 pour obtenir son premier titre en tant que yokozuna, lorsqu'il bat Konishiki deux fois le dernier jour, en comptant le match de départage, pour terminer avec un bilan de 14-1.
C'est le seul titre d'Asahifuji en tant que yokozuna car la suite de sa carrière est marquée par la maladie et les blessures. Le dernier tournoi qu'il est capable de terminer est celui de septembre 1991. Il décide de prendre sa retraite pendant le tournoi de janvier 1992 après avoir débuté avec 3 défaites, une première pour un yokozuna depuis le passage au tournoi de 15 jours. L'aggravation de l'état de son pancréas serait la principale raison de l'arrêt de sa carrière. Son danpatsu-shiki (cérémonie de retraite) a lieu en septembre 1992 mais Asahifuji n'est pas accompagné d'un autre yokozuna comme le veut la règle, pour être tachimochi et tsuyuharai car il n'y en a pas d'autres actifs à ce moment-là.

## Après le sumo

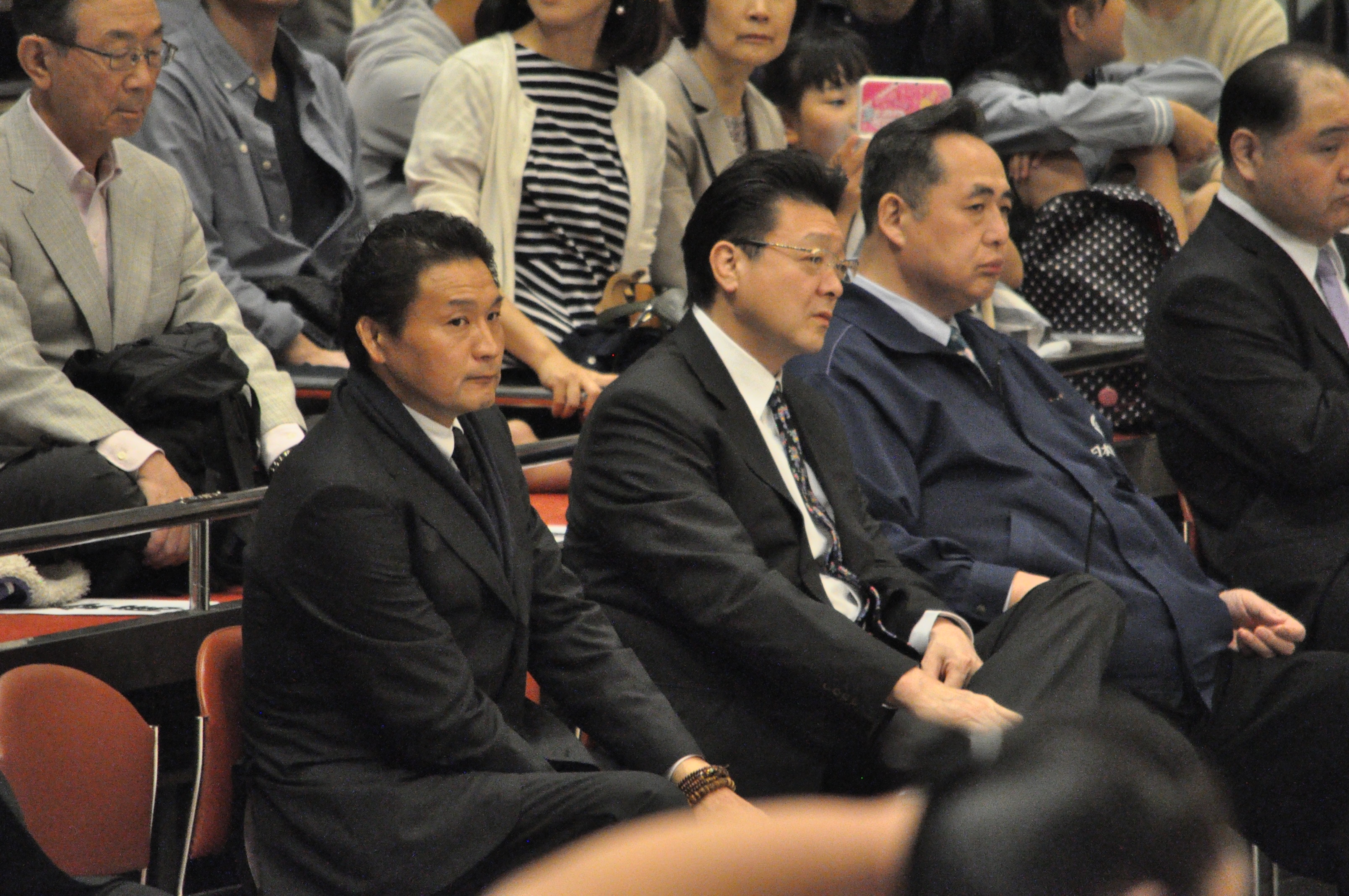
Asahifuji (au milieu, avec des lunettes) regardant une séance d'entrainement du Conseil de délibération des Yokozuna en mai 2017

### Carrière d'entraîneur
Asahifuji reste dans le monde du sumo en tant qu'entraîneur. Il épouse une nièce de l'ancien lutteur Kasugayama (ancien maegashira Ōnobori ) en 1988 et souhaitant relancer l'écurie Kasugayama, mais à la place, il reprend l'écurie Ajigawa en 1993 en raison de la mauvaise santé du titulaire (ancien sekiwake Mutsuarashi ). En novembre 2007, Asahifuji prend le nom d'Isegahama et renomme son écurie « écurie Isegahama ».
En tant qu'entraineur, il connait une carrière prolifique, élevant plusieurs lutteurs au plus haut niveau. Le premier rikishi de première division qu'il a entrainé est Aminishiki en 2000, qui atteint le rang de sekiwake en 2007. Le frère d'Aminishiki, Asōfuji, qui a pris sa retraite en 2011 après un scandale de matchs truqués, a également brièvement été un lutteur de première division. L'un des plus grands succès d'entraineur d'Asahifuji, vient d'Harumafuji, qu'il recrute en 2001 et qui deviendra yokozuna en 2012. Peu avant le tournoi de juillet 2011, Isegahama dira notamment au futur yokozuna : « Si tu te contentes d'être ozeki, alors tout est fini. Tu ne deviens pas yokozuna simplement en voulant être yokozuna. »  Il fait briller également Takarafuji, diplômé de la même université que lui et Homarefuji à partir des années 2010. Il entraine également Terunofuji qui se blesse gravement en 2019 mais Isegahama refuse de lui autoriser à prendre sa retraite. L'intuition de l'entraineur est bonne car le rikishi fait un retour spectaculaire en 2021 et devient yokozuna dès juillet.
Dans les années 2020, Isegahama continue de former de jeunes lutteurs prometteurs comme Midorifuji qui est promu en makuuchi en 2021, tandis qu'Atamifuji et Nishikifuji ont accédé à cette division en 2022,. En 2024, un autre élève de son écurie, Takerufuji, fait ses débuts en makuuchi et devient le premier lutteur en 110 ans à remporter le tournoi lors de sa première apparation en première division.
Il est également juge lors de matchs de tournois.
Son kanreki dohyō-iri, initialement prévu en mai 2020 pour ses 60 ans mais reporté en raison de la pandémie de COVID-19, a lieu au Ryōgoku Kokugikan le 3 octobre 2021. Deux lutteurs à la retraite qu'il a entrainé, Ajigawa (ancien sekiwake Aminishiki ) et le yokozuna Harumafuji, lui servent respectivement de tsuyuharai et de tachimochi . Il déclare aux journalistes avant la cérémonie qu'il doit prendre du poids pour pouvoir porter son tsuna.
En avril 2024, en tant que chef de son ichimon (regroupement d'écurie), il a assumé la responsabilité d'héberger l'écurie Miyagino après le scandale de violence d'Hokuseihō. La fusion des deux écuries fait de l'écurie Isegahama la plus grande de toute,.

### Scandales et démissions de membres du conseil d'administration
Asahifuji a déclaré la retraite d'Harumafuji à l'Association de Sumo le 29 novembre 2017 après que le yokozuna ait réconnu sa responsabilité dans l'agression de son compatriote mongol Takanoiwa à Tottori le mois précédent. Lors d'une conférence de presse, Isegahama pleure en déclarant aux journalistes : « Je l'ai vu grandir depuis qu'il a 16 ans et je ne l'ai jamais vu violent auparavant... Je ne sais pas pourquoi c'est arrivé. »  Lors d'une réunion le 20 décembre 2017, l'Association de Sumo accepte la démission d'Isegahama en tant que directeur. Il est muté au sein du comité d'inspection de la concurrence en tant que vice-président. Il revient au conseil d'administration en 2020 en tant que responsable du département d'arbitrage.
Le 26 décembre 2022, Asahifuji a de nouveau présenté sa démission en tant que membre du conseil d'administration de l'Association japonaise de sumo après que deux jeunes lutteurs de son écurie ont harcelé des lutteurs plus jeunes, les victimes ayant été battues au bâton et brûlées avec de l'eau chaude de chankonabe versée sur leur dos. Selon l'Association de Sumo, Asahifuji était au courant de ces incidents mais ne les a pas signalés. Lorsque le conseil d'administration a conclu qu'il devait être rétrogradé dans la hiérarchie du sumo en guise de sanction, il a plutôt présenté sa démission. L'un des lutteurs tenus responsables a été suspendu pour deux tournois, tandis que l'autre avait déjà soumis ses papiers de retraite, qui ont été acceptés. La démission d'Asahifuji du conseil d'administration l'a conduit à quitter son poste de chef du département d'arbitrage. Le mois suivant, il a été confirmé sur le site Internet de l'Association de Sumo qu'il avait été rétrogradé de deux rangs à yakuin taigu iin (membre exécutif) et qu'il avait été nommé directeur adjoint du département de promotion.

## Style de combat
Les kimarite (techniques préférées) d'Asahifuji sont le migi-yotsu (une prise de la main gauche à l'extérieur et de la main droite à l'intérieur sur le mawashi de l'adversaire), le yorikiri (sortie forcée) et l'uwatedashinage (projection par-dessus le bras). Cependant, il aime aussi employer des techniques moins orthodoxes, peu utilisées par les autres lutteurs et certainement pas enseignées par les entraîneurs. Il a été critiqué pour cela par son maître d'écurie, l'ancien ōzeki et technicien réputé Asahikuni, qui estimait qu'en gagnant par ses propres méthodes idiosyncratiques, il serait incapable de corriger ses défauts. Asahifuji lui-même a déclaré dans une interview à la télévision Channel 4 qu'il n'avait aucune technique préférée, mais a déclaré que même si « tout le monde aime projeter un adversaire, ce n'est pas du sumo ».

## Résultats par basho
| Année | Janvier Hatsu basho, Tokyo             | Mars Haru basho, Osaka                 | Mai Natsu basho, Tokyo        | Juillet Nagoya basho, Nagoya          | Septembre Aki basho, Tokyo    | Novembre Kyūshū basho, Fukuoka         |
| --- | -------------------------------------- | -------------------------------------- | ----------------------------- | ------------------------------------- | ----------------------------- | -------------------------------------- |
| 1981 | (Maezumo)                              | Jonokuchi de l'Ouest #27 7–0– CHAMPION | Jonidan de l'Est #44 6–1      | Sandanme de l'Ouest #77 7–0– CHAMPION | Makushita de l'Est #60 4–3    | Makushita de l'Ouest #47 7–0– CHAMPION |
| 1982 | Makushita de l'Est #2 5–2              | Jūryō de l'Ouest #10 9–6               | Jūryō de l'Ouest #6 6–9       | Jūryō de l'Ouest #8 9–6               | Jūryō de l'Est #4 7–8         | Jūryō de l'Ouest #6 9–6                |
| 1983 | Jūryō de l'Est #1 10–5                 | Maegashira de l'Ouest #10 8–7          | Maegashira de l'Est #4 4–11   | Maegashira de l'Est #11 9–6           | Maegashira de l'Ouest #5 8–7  | Komusubi de l'Ouest #1 6–9             |
| 1984 | Maegashira de l'Est #4 1–3–11          | Maegashira de l'Est #14 9–6            | Maegashira de l'Est #6 8–7    | Maegashira de l'Ouest #2 8–7 ★        | Komusubi de l'Ouest #1 5–10   | Maegashira de l'Est #5 11–4 C          |
| 1985 | Komusubi de l'Est #1 7–8               | Maegashira de l'Est #1 9–6 T           | Komusubi de l'Est #1 8–7      | Komusubi de l'Est #1 5–10             | Maegashira de l'Est #2 10–5 T | Komusubi de l'Est #1 8–7               |
| 1986 | Sekiwake de l'Ouest #1 11–4 P          | Sekiwake de l'Est #1 7–8               | Komusubi de l'Ouest #1 10–5 P | Sekiwake de l'Ouest #1 4–11           | Maegashira de l'Est #2 8–7 ★  | Komusubi de l'Ouest #1 7–8             |
| 1987 | Maegashira de l'Est #1 8–7             | Sekiwake de l'Ouest #1 10–5            | Sekiwake de l'Ouest #1 10–5 T | Sekiwake de l'Est #1 11–4 T           | Sekiwake de l'Est #1 12–3 TC  | Ōzeki de l'Ouest #1 11–4               |
| 1988 | Ōzeki de l'Est #1 14–1                 | Ōzeki de l'Est #1 12–3                 | Ōzeki de l'Est #1 12–3        | Ōzeki de l'Est #1 11–4                | Ōzeki de l'Est #1 12–3        | Ōzeki de l'Est #1 12–3                 |
| 1989 | Ōzeki de l'Est #1 14–1–P               | Ōzeki de l'Est #1 13–2                 | Ōzeki de l'Est #1 13–2–P      | Ōzeki de l'Est #1 8–7                 | Ōzeki de l'Ouest #1 9–6       | Ōzeki de l'Ouest #1 8–7                |
| 1990 | Ōzeki de l'Ouest #1 9–6                | Ōzeki de l'Ouest #2 8–7                | Ōzeki de l'Ouest #2 14–1      | Ōzeki de l'Est #1 14–1                | Yokozuna de l'Ouest #1 13–2   | Yokozuna de l'Ouest #1 13–2            |
| 1991 | Yokozuna de l'Ouest #1 11–4            | Yokozuna de l'Ouest #1 11–4            | Yokozuna de l'Est #2 14–1     | Yokozuna de l'Est #1 8–7              | Yokozuna de l'Ouest #1 2–4–9  | Yokozuna de l'Est #1 0–0–15            |
| 1992 | Yokozuna de l'Ouest #1 Retraite 0–4–11 | x                                      | x                             | x                                     | x                             | x                                      |
| Résultats sous la forme victoires – défaites – absences Champion du tournoi Vice-champion du tournoi Retraite Divisions inférieures Non-participation Sanshō : C = Combativité ; P = Performance exceptionnelle ; T = Technique Aussi représentés : ★ = Kinboshi ; P = Playoff(s) Divisions : Makuuchi — Jūryō — Makushita — Sandanme — Jonidan — Jonokuchi Rangs Makuuchi : Yokozuna — Ōzeki — Sekiwake — Komusubi — Maegashira |                                        |                                        |                               |                                       |                               |                                        |